# KS Lechia Gdańsk
El KS Lechia Gdańsk és un club de futbol polonès de la ciutat de Gdańsk.

## Història

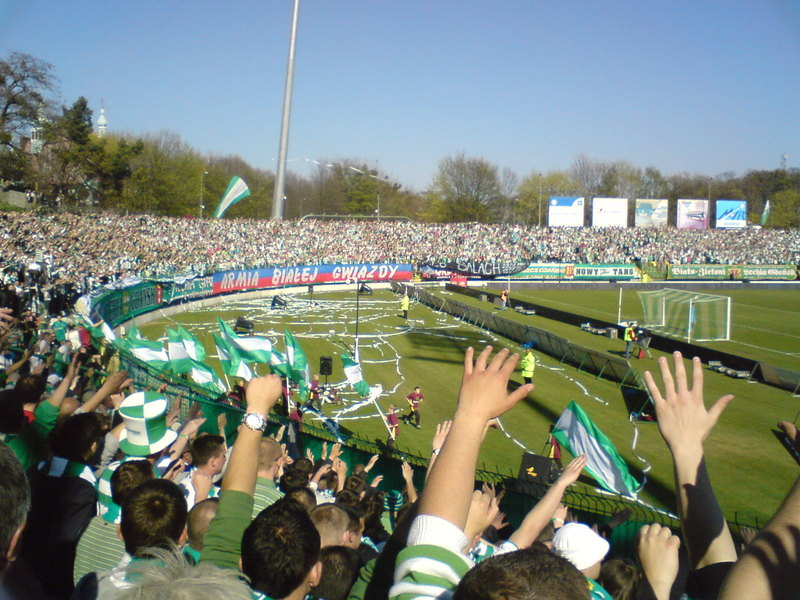
Seguidors del Lechia, 25 abril 2009.

El club va ser fundat l'any 1945 per membres de l'antic club Lechia Lwów, fundat el 1903, quan la ciutat de Lwów deixà de ser polonesa.
Evolució del nom:
- 1945: Baltia Gdańsk
- 1946: Klub Sportowy Lechia Gdańsk
- 1950: Budowlani Gdańsk
- 1955: Budowlany Klub Sportowy Lechia Gdańsk
- 1992: FC Lechia (S.A.)
- 1995: Lechia/Olimpia Gdańsk
- 1996: Klub Sportowy Lechia Gdańsk
- 1998: Lechia/Polonia Gdańsk
- 2001: Ośrodek Szkolenia Piłkarskiego Lechia Gdańsk
- 2009: Lechia Gdańsk (S.A.)

## Palmarès
- Copa polonesa de futbol:[3]
  - 1983
- Supercopa polonesa de futbol:
  - 1983

## Futbolistes destacats
Que han estat internacionals amb els seus respectius països.
- Arkadiusz Bąk (1995)
- Jarosław Bieniuk (1995-98), (2012-14)
- Ariel Borysiuk (2014-15)
- Piotr Brożek (2012-13)
- Stanisław Burzyński (1965-69)
- Paweł Dawidowicz (2011-14)
- Tomasz Dawidowski (2009-12)
- Adam Fedoruk (1998-2001)
- Zygmunt Gadecki (1960-62)
- Jacek Grembocki (1982-86), (1996-97)
- Henryk Gronowski (1949-67)
- Robert Gronowski (1949-58)
- Marcin Kaczmarek (2008-10)
- Alfred Kokot (1946-53)
- Roman Korynt (1953-67)
- Jakub Kosecki (2012)
- Rafał Kosznik (2006-08), (2010)
- Marek Ługowski (1985-94)
- Daniel Łukasik (2014-)
- Sebastian Małkowski (2008-13)
- Marcin Mięciel (1990-93)
- Sebastian Mila (2000-01), (2015-)
- Mariusz Pawlak (1988-96), (2006-07)
- Sławomir Peszko (2015-)
- Mirosław Pękala (1985-88)
- Zdzisław Puszkarz (1966-81), (1986-88)
- Grzegorz Rasiak (2012-13)
- Łukasz Surma (2009-13)
- Grzegorz Szamotulski (1991-93)
- Mirosław Tłokiński (1975-76)
- Łukasz Trałka (2008)
- Jakub Wawrzyniak (2015-)
- Jakub Wilk (2012)
- Sławomir Wojciechowski (1989-93), (2004-07)
- Grzegorz Wojtkowiak (2015-)
- Rafał Wolski (2016-)
- Hubert Wołąkiewicz (2007-11)
- Marek Zieńczuk (1996-99), (2010)
- Levon Hayrapetyan (2011-13)
- Stojan Vranješ (2014-15)
- Simeon Slavchev (2016-)
- Abdou Razack Traoré (2010-12)
- Steven Vitória (2016-)
- Christopher Oualembo (2012-14)
- Mario Maloča (2015-)
- Luka Vučko (2011-12)
- Joseph Aziz (1995)
- Emmanuel Tetteh (1995-96)
- Rudinilson Silva (2014-16)
- Daisuke Matsui (2013)
- Oļegs Laizāns (2010)
- Ivans Lukjanovs (2009-12)
- Vytautas Andriuškevičius (2010-13)
- Donatas Kazlauskas (2015-)
- Danijel Aleksić (2014)
- Miloš Krasić (2015-)